# ハイペ沢橋梁
ハイペ沢橋梁（はいぺさわきょうりょう）は、岩手県下閉伊郡田野畑村にある、三陸鉄道リアス線の鉄道橋である。当初、日本鉄道建設公団により国鉄久慈線として着工され、国鉄から三陸鉄道に引き継がれて北リアス線の橋として1984年（昭和59年）4月1日に供用開始した。2011年3月11日に発生した東北地方太平洋沖地震（東日本大震災）により被災して橋桁と橋台が流失した。その後、鉄道建設・運輸施設整備支援機構により再建が実施され、2014年（平成26年）4月6日に再開通した。再建された橋は、平成26年度土木学会田中賞を受賞した。

## 当初の橋
当初ハイペ沢橋梁として架設されていたのは、32.1メートルプレストレスト・コンクリート (PC) 下路桁1連、16.6メートル鉄筋コンクリート (RC) T形桁1連からなる橋であった。

## 東日本大震災
2011年3月11日に発生した東日本大震災によって三陸鉄道は甚大な被害を受けた。北リアス線はトンネル区間が長く、被害は限定的で宮古駅から小本駅（現：岩泉小本駅）、久慈駅から田野畑駅間は早期に復旧された。しかし小本駅から田野畑駅間、とりわけ島越駅周辺、コイコロベ橋梁、ハイペ沢橋梁の3ヶ所は大きな被害を受けた。
ハイペ沢橋梁については、橋桁2連と橋台1基が津波により流失した。PC下路桁、RC T桁ともに内陸側に流され、また宮古方の橋台も内陸に流された。さらに橋脚は流失を免れたものの、躯体基部が洗堀を受けた。
その後鉄道建設・運輸施設整備支援機構及び三陸鉄道によって復旧が企画された。

## 復旧
小本駅から田野畑駅間の設計は八千代エンジニヤリングが、施工は東急・小山特定建設工事共同企業体が担当した。
橋梁設計に当たっては、トンネル間のいわゆる「まばたき」区間にあって、縦断線形を変更できないこと、第1径間が道路橋の上に位置していることなどから、GRS一体橋梁が採用されることになった。再度の津波による上部工流失を避けるため、2径間連続の一体型の橋梁となった。第1径間は32.16メートル、第2径間は27.84メートルの橋長60メートルとして設計が行われ、第1橋台と橋脚の直接基礎については、当初の橋で用いられていたものを再利用した。
ハイペ沢橋梁は橋長60メートルであるが、復旧にはこれまで12メートルしか実績のないGRS一体橋梁が用いられた。同工法は橋桁、橋台、橋脚を一体化して支承や下床版を無くし、橋台を背面の補強盛土と一体にする工法である。これによって橋梁に働く水平力は全て補強盛土に負担させ、橋脚は鉛直荷重を担うのみとなる。ただし通常のPCラーメン橋に比べて経済的にはやや劣る。
2012年（平成24年）10月より既存構造物の撤去が行われ、続いて地盤改良と基礎工事、アプローチブロックの工事、鋼桁架設、桁コンクリート工の順序で建設が進められた。橋梁本体工事は2013年（平成25年）10月に完成させ、軌道工事に引き渡した。その後、並行して付帯工事を実施した。

## 周辺
- 島越駅 - 第一島越トンネル - コイコロベ橋梁 – 第二島越トンネル - ハイペ沢橋梁 - 平井賀トンネル – 田野畑駅